# Szulborze Wielkie (gmina)
Pour les articles homonymes, voir Szulborze Wielkie.
Szulborze Wielkie est une gmina rurale (gmina wiejska) de la powiat d'Ostrów Mazowiecka, dans la Voïvodie de Mazovie, dans le centre-est de la Pologne.
Son siège administratif (chef-lieu) est le village de Szulborze Wielkie, qui se situe environ 23 kilomètres à l'est d'Ostrów Mazowiecka (siège de la powiat) et 104 kilomètres au nord-est de Varsovie (capitale de la Pologne).
La gmina couvre une superficie de 46,71 km2 pour une population de 1 824 habitants en 2006.

## Histoire
De 1975 à 1998, la gmina est attachée administrativement à la Powiat de Zambrów dans la voïvodie de Łomża.

Depuis 1999, elle fait partie de la voïvodie de Mazovie.

## Géographie
La gmina inclut les villages et localités de :

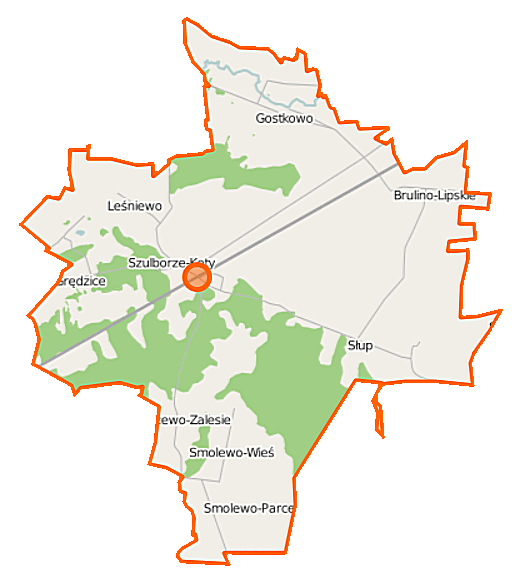
Plan de la gmina

- Brulino-Lipskie
- Godlewo-Gudosze
- Gostkowo
- Grędzice
- Helenowo
- Janczewo Wielkie
- Janczewo-Sukmanki
- Leśniewo
- Mianówek
- Słup-Kolonia
- Smolewo-Parcele
- Smolewo-Wieś
- Świerże-Leśniewek
- Szulborze Wielkie
- Uścianek-Dębianka
- Zakrzewo-Zalesie

### Gminy voisines
La gmina de Szulborze Wielkie est voisine des gminy suivantes :
- Andrzejewo
- Czyżew-Osada
- Nur
- Zaręby Kościelne

## Structure du terrain
D'après les données de 2002, la superficie de la commune de Szulborze Wielkie est de 46,71 km2, répartis comme tel :
- terres agricoles : 74%
- forêts : 20%

La commune représente 3,81% de la superficie du powiat.

## Démographie
Données du 30 juin 2004 :
| Description        | Total  | Total | Femmes | Femmes | Hommes | Hommes |
| ------------------ | ------ | ----- | ------ | ------ | ------ | ------ |
| Unité              | Nombre | %     | Nombre | %      | Nombre | %      |
| Population         | 1 868  | 100   | 932    | 49,9   | 936    | 50,1   |
| Densité (hab./km²) | 40     | 40    | 20     | 20     | 20     | 20     |